# Limão Brahma
Limão Brahma foi um refrigerante brasileiro lançado comercialmente com esta marca no ano de 1980 pela empresa Companhia Cervejaria Brahma, em garrafa verde com design inovador na época, possuindo em sua identidade, “gomos ou ondulações” em todo o corpo da embalagem. Sua comercialização foi nacional e destacou-se como um dos produtos que marcaram a década de 80. É preciso ressaltar que o refrigerante no sabor Limão da marca Brahma foi lançado em 1918 com o nome de "Soda Limonada Brahma".

## Variantes da marca
Além do sabor de Limão, a marca Brahma de refrigerantes possuía o sabor de Guaraná, com o nome “Guaraná Brahma”, a Sukita (sabor laranja) e a “Tônica Brahma”. A empresa, também produziu o refrigerante “Soda Cristal Brahma” e “Pomelo Brahma”, este último comercializado nos Países do Mercosul menos Brasil.
O sabor de refrigerante de limão da marca “Limão Brahma”, por sua vez, foi comercializado somente na versão tradicional, isto é, não Dietético ou Light:
- Limão Brahma, em garrafas de vidro com capacidade de 290ml, 1 litro, 1250ml, 1500ml, Garrafa PET de 2 litros e, lata de 350ml.

## Composição
- Em 1996 a composição era: água gaseificada, açúcar e suco natural de limão, conservador PI (Ácido benzoico), antioxidante AI (ácido ascórbico), aromatizante FI.
- Em 2004 a composição era: água gaseificada, açúcar, suco de limão, conservador INS 211 (Benzoato de sódio), antioxidante INS 300 (Ácido cítrico), aromatizante, aroma natural de limão.[3]

## Slogan
- 1982 – Slogan “Não há sede que resista”
- 1990 – Slogan “A sede termina aqui”
- 1993 – Slogan “Ritmo do verão”
- 2001 – Slogan “O limão da Brahma”

## Edições limitadas
Durante a sua comercialização, a empresa Brahma lançou por diversas vezes embalagens comemorativas e limitadas em todas as linhas. Abaixo, relação das embalagens de Limão Brahma com as respectivas séries limitadas:
- 1992 – Coleção Água – Peixes, windsurf, mergulhador, surf
- 1993 – Coleção Esportes II – Surf, Pára-quedismo e windsurf
- 1994 – Coleção Cidades da Copa – Los Angeles, Detroit e Boston.
- 1994 – Coleção Esporte de Verão – Surf e caiaque
- 1996 – Coleção Atlanta 96 – Natação, vôlei de praia e iatismo
- 1996 – Coleção Power Rangers – Ninja vermelho e azul
- 1996 – Coleção Natal – Papai Noel na praia
- 1997 – Coleção Carnaval – Frevo Recife
- 1997 – Coleção O Mundo Perdido: Jurassic Park – tricerátopo
- 1998 – Coleção Disney no Gelo: Branca de Neve – Mestre

O Limão Brahma foi o último dos refrigerantes da marca a mudar sua logomarca nas latas e garrafas — a Brahma o fez somente em 1999, quando estava prestes a ser adquirida pela AmBev; enquanto o Guaraná Brahma e a Sukita tiveram sua arte modificada em 1995, e a Tônica Brahma pouco tempo depois.

## O fim da marca
Com a fusão das cervejarias Brahma e Antarctica, aprovada no ano de 2000 e que resultou no surgimento da empresa “Companhia de Bebidas das Américas” (AmBev), o refrigerante Limão Brahma foi retirado da linha de produção. Dois motivos podem ser descritos como a sobreposição de quase todos os sabores de refrigerantes produzidos pelas duas empresas, isto é, a Brahma fabricava os refrigerantes com sabor limão nas marcas Limão Brahma, Seven-Up, Seven-Up Diet, Teem e Teem Diet, enquanto a empresa Antarctica produzia as marcas Soda Limonada Antarctica e Soda Limonada Antarctica Diet, além dos gastos relativos à propaganda que cada uma das marcas exigia para sua fixação no mercado. Desta forma, a nova empresa optou pela descontinuação da produção de algumas, que no caso, o Limão Brahma, em prol da marca Soda Limonada Antarctica, que posteriormente passou a adotar o nome de “Soda Antarctica”, comercializado até então. Já o refrigerante Teem continuou com sua comercialização, principalmente no Rio Grande do Sul, estado em que a marca possui maior receptividade. Na época, o produto não foi retirado repentinamente do comércio e sim, a estratégia adotada foi de permitir que os consumidores migrassem, através de uma maior divulgação publicitária, para os demais produtos similares.